# کوندورراپتور
کوندورراپتور (نام علمی: Condorraptor) نام یک سرده از کلاد سخت‌دنبان است.